# کعبه

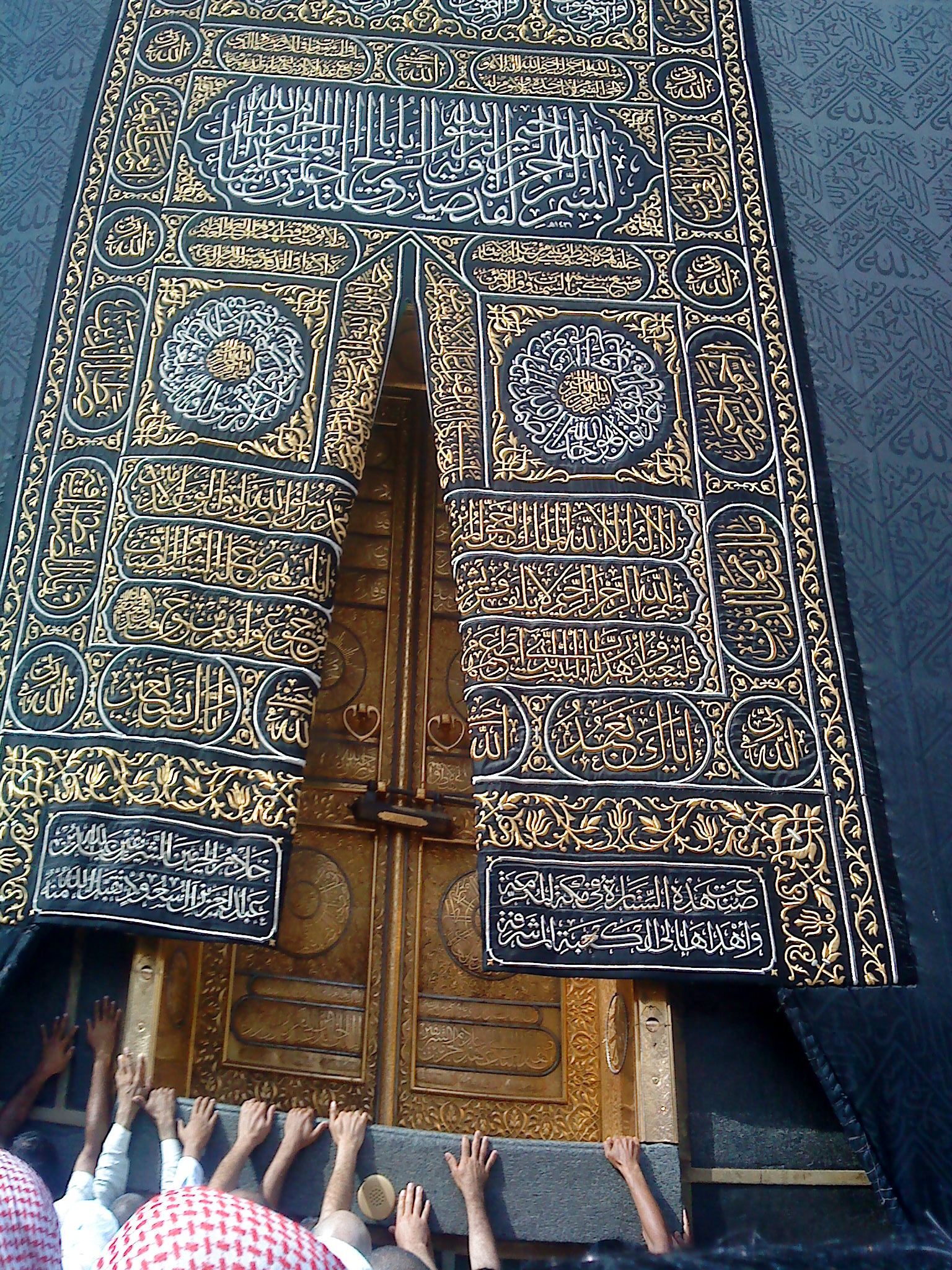
خاندان بنی شیبه، از طایفه‌های قبیلهٔ قریش، از زمان محمد تاکنون، کلیددار خانه کعبه بوده‌اند.

خانهٔ کعبه (به عربی: الكعبة) یا خانهٔ خدا (به عربی: بيت الله) بنایی در میان مسجدالحرام در شهر مکه در کشور عربستان سعودی است.
کعبه مقدس‌ترین مکان از نظر دین اسلام است. نام کعبه اشاره به چهارگوش بودن این سازه دارد. کعبه سازه ای است که در منطقه‌ای قرار دارد که قبلا در آنها بت ها قرار داشتند و مردم برای پرستش بت ها به آنجا میرفتند.بعد ها حضرت ابراهیم ظهور کرد با انجام وظیفه و شکستن بت ها به پرستش آنها خاتمه داد ولی بعد ها با پسرش اسماعیل در آنجا با همان سنگ های بت ها کعبه یا خانه‌ی خدا را ساختند تا مردم به پرستش خدا پی ببرند.کعبه قبل از گسترش اسلام نیز از مکان‌های مقدس اعراب به‌شمار می‌رفت. بادیه‌نشینان عرب سالی یک مرتبه اختلافات قبیله‌ای خود را کنار می‌گذاشتند و برای پرستش خدایانشان در کعبه گرد می‌آمدند.
در اطراف بنای کعبه مسجدی به‌نام مسجدالحرام ساخته شده‌است. همه مسلمانان جهان در هنگام نماز رو به جهت کعبه می‌ایستند و به این نحو جهت‌گیری موقع نماز، رو به قبله ایستادن گفته می‌شود.
بر اساس ارکان اسلام، هر مسلمانی در صورت برخورداری از توان مالی و بدنی، می‌بایست در دوران زندگی‌اش حداقل یک‌بار به حج تمتع برود و مراسم دینی خاصی به جا آورد. یکی از بخش‌های اصلی مراسم حج، طواف به گرد خانه کعبه است.

## پیشینه نام کعبه
کعبه در معنی به هر ساختمان چهارگوش گفته می‌شود.

## نام‌های دیگر کعبه
«بیت العتیق» (خانهٔ کهن یا آزادشده)، «بیت الحرام» (خانهٔ دارای حرمت)، «بیت المعمور» (خانهٔ آباد) و «بیت المحرّم» (خانهٔ حرمت‌داده یا دارای تحریم) از نام‌های دیگر کعبه‌اند که در قرآن به آن اشاره شده‌است.

## تقدس
کعبه ارتباط مستقیم به ارکان اسلام دارد؛ مخصوصاً فریضه حج که زیارت و طواف کعبه از ارکان حج است. همچنین در برپایی نماز نیز کعبه قبله‌گاه مسلمانان است.

## تاریخ و بنا

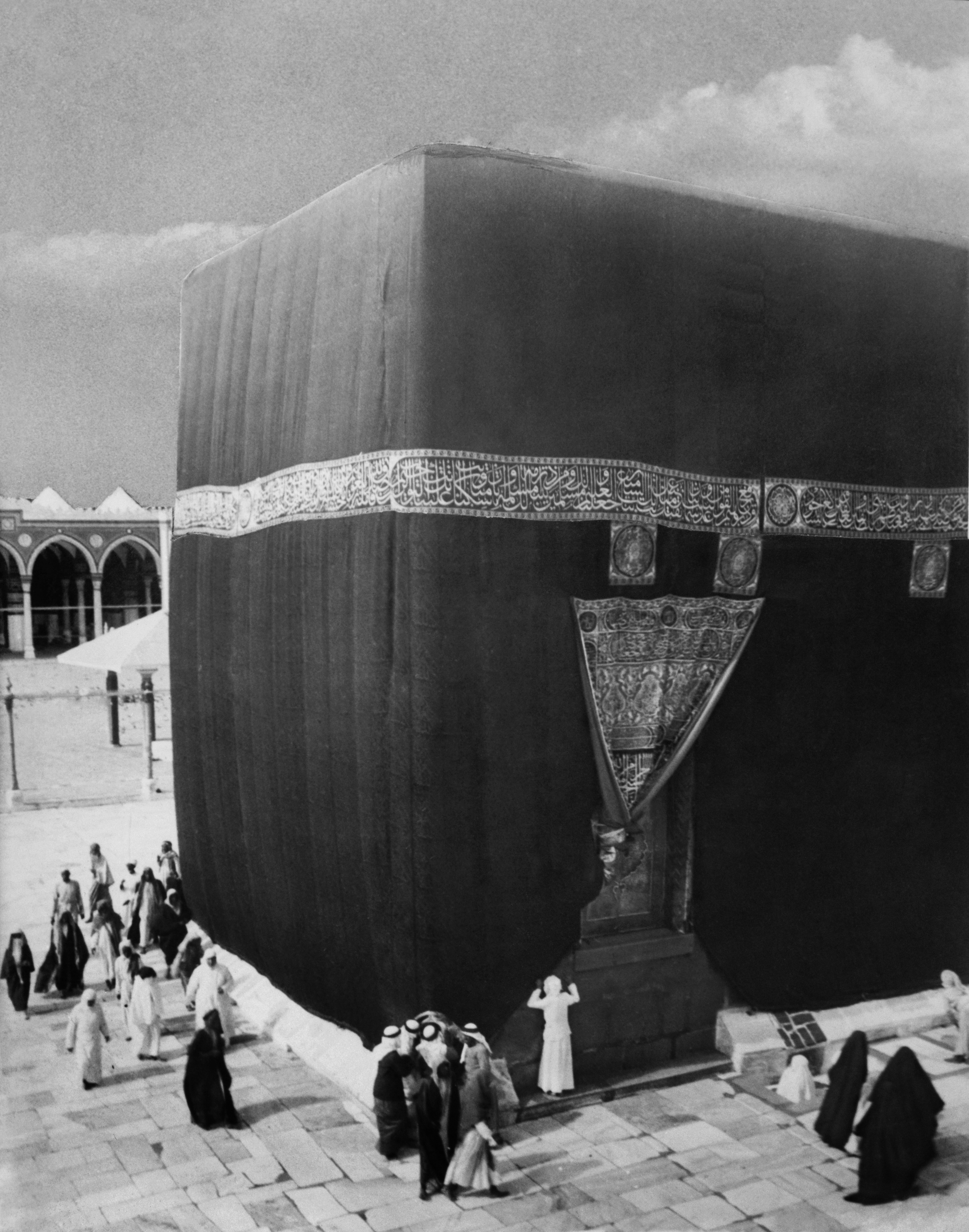
نگاره‌ای از کعبه در سال ۱۹۱۰ میلادی.

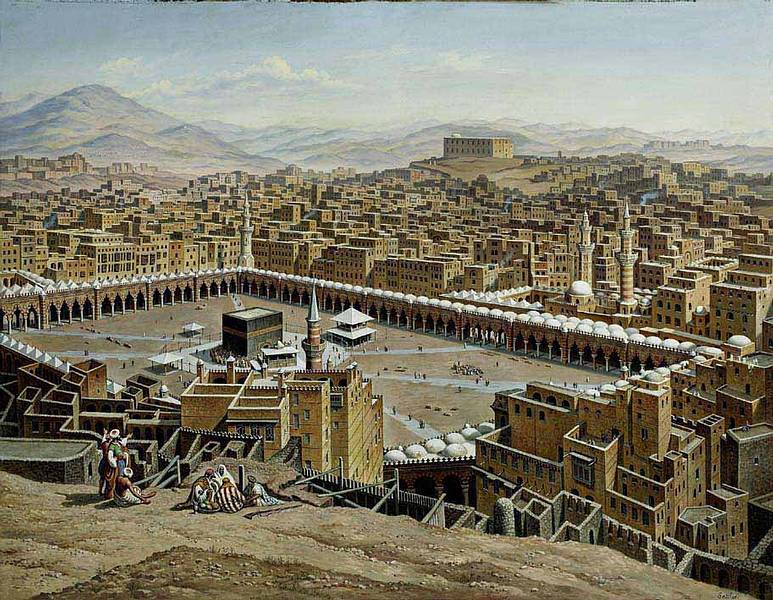
نقاشی از هوبرت ستلر به سال ۱۸۹۷ میلادی.

عمده موجود در مورد کعبه منابع نویسندگان اسلامی است. فارغ از روایات و منابع اسلامی، گزارش و سند تاریخی چندانی مربوط به پیش از اسلام در مورد این بنا در دست نیست.
در قرآن در مورد کعبه گفته شده‌است:
«اِنَّ أَوَّل بَیتٍ وُضِعَ لِلنَاسِ لَلَّذی بِبَکَّةَ مُبَارَکاً وَهُدًی لِلعَالَمینَ» (آل عمران/۹۶)
این سازه تا پیش از فتح مکه به دست ابوسفیان و برادرانش که از بزرگان و ثروتمندان قریش بودند، محل نگهداری و پرستش بتها شده بود و سالانه مردم از کشورها و شهرهای دیگر برای زیارت بتها یا نگهداری و سپردن بتهایشان به آنجا می‌آمدند، هدایا و قربانیهای زیادی برای احترام به بتها تقدیم کعبه می‌کردند و با اهالی مکه به داد و ستد می‌پرداختند. علت مخالفتها و جنگهایی که آن‌ها با محمد بعد از به پیامبری رسیدنش کردند، همین ترس از بی رونق شدن سود و تجارتشان بود. قریش در اطراف کعبه بتهای مختلفی قرار داده بودند، مانند: لات، عزی، اسافه، نائله، منات و… بزرگ این بت‌ها هبل بود که می‌گویند بعد از فتح مکه به فرمان او و به دست علی شکسته شدند؛ علی برای شکستن بتها روی شانه‌های محمد رفت و بعد ها بجای آنها ستون کعبه را قرار دادند 
در دوره بعد از اسلام کعبه چهار بار به کلی ویران شده و از نو بنا شده‌است. دو بار اول به سده اول هجری برمی‌گردد. در جریان جنگ‌هایی که بین امویان و عبدالله بن زبیر فرماندار وقت مکه صورت می‌گرفت کعبه دو بار ویران شد. بار اول آتش گرفت و بار دوم توسط سپاهیان حجاج بن یوسف با منجنیق سنگ باران شد. سومین تخریب مکه به ۹۳۰ میلادی برمی‌گردد که قرامطه- که از شیعیان اسماعیلی بودند- به مکه حمله کردند و حجاج را قتل‌عام کردند و چاه زمزم را با جنازه‌های کشتگان پر کردند. آنان حجرالاسود را ربودند و با خود به احسا- در شرق عربستان- بردند. تخریب چهارم کعبه در نتیجه سیلی بود که در سال ۱۶۲۹ میلادی رخ داد. پس از آن سلطان مراد چهارم ساختمان کعبه را با سنگ‌های باقی مانده و استفاده از چندین سنگ دیگر آن را از نو بنا کرد که این ساختمان تا عصر حاضر به جا مانده‌است.

## ارکان کعبه

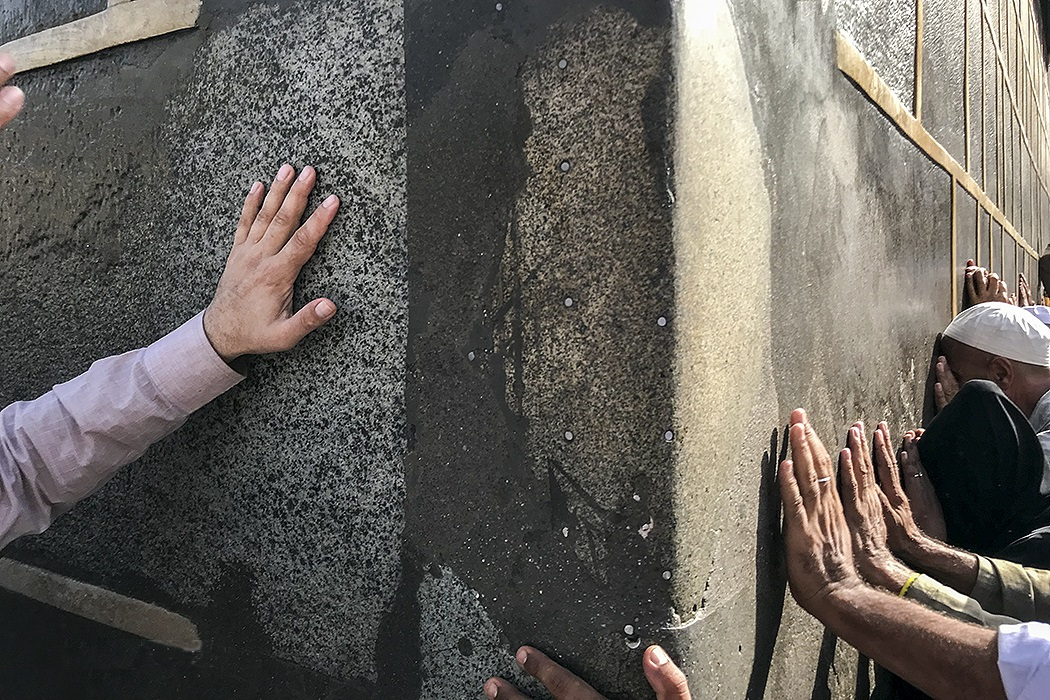
رکن یمانی

ارکان کعبه: به هریک از چهار گوشه کعبه، رکن گویند و کعبه بر چهار رکن بنا گردیده‌است:
1. رکن حجر الاسود: سنگ سیاه آسمانی است. به اعتقاد مسلمانان شیعه هنگام بنای کعبه توسط آدم، این سنگ را فرشتگان از بهشت آوردند و آدم آن را در گوشه‌ای از خانه نصب کرد.[۱۱] پس از بازسازی کعبه توسط قریش، این سنگ به دست محمد قبل از در کعبه در رکن حجر الاسود نصب شد و محل شروع طواف حجاج است.[۱۲]
2. رکن عراقی
3. رکن شامی
4. رکن یمانی که قبل از رکن حجر الاسود قرار دارد. در اعتقاد مسلمانان (به ویژه شیعیان) محلی است که به اذن خدا شکافته شد تا فاطمه بنت اسد از آن داخل کعبه شود و علی داخل کعبه متولد شود.

هرگاه واژه رکن بدون پسوند به کار رود، مقصود از آن رکنی است که حجر الاسود در آن است. مسیر طواف، از رکن حجر الاسود آغاز شده، سپس به رکن عراقی می‌رسد و پس از آن به رکن شامی و سپس به رکن یمانی و آنگاه باز به رکن حجر الاسود می‌رسد و همین‌جا یک شوط پایان می‌یابد. برای مطاف حدی وجود ندارد و تا هر جای مسجد الحرام که طواف در آن طواف کعبه صدق کند، طواف مجزی است، ولی مستحب است که اگر اضطرار و ازدحام نباشد در میان کعبه و مقام ابراهیم انجام شود.

## مشخصات هندسی
کعبه روی یک قاعده ۲۵ سانتی‌متری از جنس سنگ مرمر بناشده که به اندازه ۳۵ سانتی‌متر جلوآمدگی دارد.
ارتفاع آن حدود۱۳/۱ متر، با طول و عرض ۱۱٬۲۲ در ۱۰٬۲۲ متر است
در بعضی منابع جزئیات اضلاع کعبه به این شکل بیان شده‌است:
- طول ضلع در کعبه؛ یعنی از رکن حجر الاسود تا رکن عراقی: ۱۱٫۶۸ متر
- طول رکن عراقی تا شامی، سمتی که حجر اسماعیل در آن قرار دارد: ۹٫۹۰ متر
- طول رکن شامی تا رکن یمانی: ۱۲٫۰۴ متر
- طول رکن یمانی تا رکن حجر الاسود: ۱۰٫۱۸ متر

## سنگ بنای کعبه
بنای کعبه در ابتدا از سنگ های باقی مانده از بت ها ساخته شد که توسط حضرت ابراهیم و پسرش اسماعیل صورت گرفت.بعد ها با بازسازی سوم این بنا با سنگ های سخت و سیاه ساخته شد.این سنگ‌ها که از زمان بنای کعبه از سال ۹۳۰ (میلادی) تاکنون بر جای مانده، از کوه‌های مکه به ویژه جبل الکعبه (در محله شُبَیکه مکه)، و جبل مزدلفه گرفته شده‌است. از این سنگ ها به دلیل اینکه سنگ های دیگر به طور کامل تخریب شده بودند،استفاده کردند. سنگ‌ها اندازه‌های گوناگون دارند، به گونه‌ای که بزرگ‌ترین آنان با طول و عرض و بلندی ۱۹۰، ۵۰ و ۲۸ سانتی‌متر و کوچک‌ترین آنان با طول و عرض ۵۰ و ۴۰ سانتی‌متر است. پایه‌های آن از سرب مذاب ساخته شده‌است و بدین ترتیب بنایی نسبتاً استوار است.

## در کعبه

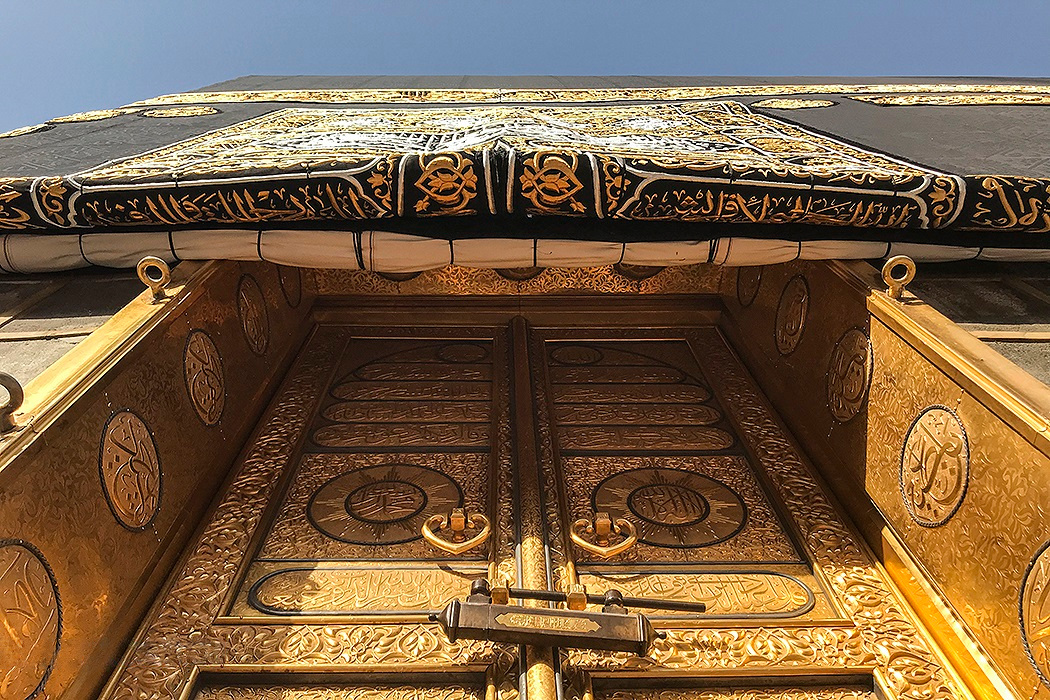
تصویر در کعبه از نمای نزدیک

پیش از بنای قریش، کعبه دو در داشته‌است: یکی در ناحیه شرقی (محل در کنونی) و دیگری در ناحیه غربی؛ که از یکی وارد و از دیگری خارج می‌شدند؛ اما قریش تنها در ناحیه شرقی آن دری نصب کرد. بعدها عبدالله ابن زبیر در دیگر را گشود که به وسیله حجاج بن یوسف بسته شد و اکنون همان یک در باقی مانده‌است. این در تا به حال چندین بار عوض شده‌است و در سال ۱۳۹۸ (قمری) به دستور خالد بن عبدالعزیز در جدیدی ساخته و نصب شد. ساختمان کعبه نیز از سال ۱۰۴۰ (قمری) تا سده اخیر تعمیر نشده بود؛ ولی در سال ۱۳۷۷ (قمری) و سپس ۱۴۱۷ (قمری) به دستور سعود بن عبدالعزیز و فهد بن عبدالعزیز در آن تعمیراتی صورت گرفت. سقف کعبه، دو سقفی است که با سه‌پایه چوبی که در میانه آن در یک ردیف قرار گرفته و نگهداری می‌شود. اطراف آن سنگ‌های مرمر نصب شده و در کنار آن پلکانی قرار دارد که برای رسیدن به سقف بالایی تعبیه شده‌است.
در حال حاضر در ورودی کعبه در ارتفاع ۲ متر بالاتر از سطح زمین و در دیواره شمال شرقی کعبه قرار دارد.
آخرین در کعبه به وزن ۳۰۰ کیلوگرم از جنس طلای خالص توسط احمد بن ابراهیم بدر ساخته و در سال ۱۹۷۹ میلادی جایگزین در قبلی شده‌است.

## حجرالاسود
حجرالاسود یا سنگ سیاه، از اجزای مسجد الحرام است که به عقیده مسلمانان سنگ مقدسی فرستاده شده از بهشت است و توسط ابراهیم و اسماعیل در کعبه قرار داده شده‌است. این سنگ در یک قاب ۳۰ سانتیمتری از جنس نقره و در رکن اسود کعبه در ارتفاع ۱٫۵ متری از سطح زمین قرار دارد.
این سنگ پیش از اسلام نیز مورد توجه بوده‌است و در شمار عناصر اصلی کعبه‌است. محمد این سنگ را نگاه داشت و سنگ‌هایی که به صورت بت درآورده شده بودند را دور ریخت.
حجرالاسود در جریان تخریب کعبه، که ۵ سال پیش از بعثت صورت گرفت، در فاصله‌ای دور از مسجد واقع شد. در زمان نصب آن به جای خود، قریش به درگیری پرداختند اما محمد مشکل را حل و آن را نصب کرد. به مرور زمان و در اثر تحولات، از حجم نخستین این سنگ کاسته شد و حتی به چند پاره تقسیم شد که آخرین بار قسمت‌های آن را به هم وصل کردند و آن را در محفظه‌ای نقره‌ای قرار دادند. در حال حاضر تنها به آن اندازه که برای بوسیدن و سلام‌دادن لازم است، جای گذاشته‌اند.
در سال ۳۱۷ (قمری) «قرامطه»، حجرالاسود را از کنار کعبه برداشت و به احساء (منطقه‌ای در شرق عربستان سعودی) برد. این گروه به مدت ۲۲ سال (چهار روز کم‌تر) تا سال ۳۳۹ (قمری) سنگ را در آنجا نگاه داشتند و سپس در عید قربان همین سال، آن را به جای نخست بازگرداندند. پس از آن، طی سال‌های پیاپی، حجرالاسود به‌طور عمد یا غیرعمد از جای خود کنده شد و هر بار اجزایی از آن خرد و جدا گردید. هر بار این اجزا به هم چسبانده شد و همان‌گونه که گذشت، اکنون مجموعه آن در هاله‌ای از نقره قرار داده شده‌است.
گفتنی است حجرالاسود آغاز و پایان طواف است و برابر آن، سنگ سیاهی روی زمین (تا انتهای مسجد) کشیده شده‌است. چراغی سبز رنگ نیز بر دیوار مسجد برابر حجرالاسود نصب شده تا راهنمای طواف کنندگان باشد.

## ملتزم
قسمتی از دیوار و پایین دیوار کعبه را که در یک سوی آن حجرالاسود و در سوی دیگرش در کعبه قرار دارد، «ملتزم» می‌نامند. این محل را از آن روی ملتزم می‌نامند که مردم در آن قسمت می‌ایستند و به دیوار ملتزم شده، نزدیک شده و دعا می‌خوانند.
در روایتی آمده‌است که محمد صورت و دست‌های خود را روی این قسمت از دیوار قرار می‌داد. همچنین، از ایشان نقل شده‌است که گفت: «ملتزم، محلی است که دعا در آن‌جا پذیرفته می‌شود.»

## مستجار
محلی در پشت در کعبه، کمی مانده به رکن یمانی، مقابل ملتزم و در سوی دیگر کعبه، دیوار کنار رکن یمانی را «مستجار» می‌نامند. «جار» به معنای همسایه و «مستجار» به معنای پناه‌بردن به همجوار و به صورت کلی‌تر «پناه بردن» است. این مکان نیز در اعتقاد مسلمانان از مکان‌های پذیرفته‌شدن دعا است. زمانی که خانه کعبه دو در داشت، در دیگر آن در کنار مستجار بود که بسته شد.

## شاذروان
شاذروان همان برآمدگی‌هایی است که در اطراف کعبه قرار دارد و آن بخشی از کعبه‌است که توسط قریش از ساختمان کعبه کاسته شد و اکنون همانند پوششی اطراف خانه را دربرگرفته‌است. شاذروانِ کنونی از ساخته‌های سلطان مراد چهارم در هنگام ساختمان کعبه در سال ۱۰۴۰ (قمری) است. زمانی که در بازسازی‌های کعبه، ابعاد خانه قدری کوچک‌تر از بنای ابراهیمی آن شد، برای حفظ ابعاد اصلی، فضای عقب‌نشینی‌شده را با ساخت سکویی کم ارتفاع علامت‌گذاری کردند که «شاذَروان» نامیده شد و چون ملاک در طواف، حدّ اصلی کعبه‌است، فقها برای حصول شرط خروج طواف‌گزار از کعبه، طواف بر روی شاذروان را صحیح نمی‌دانند.
بنابراین، شاذروان همان سنگ مایلی است که بخش پایینی دیوار کعبه را تا روی زمین پوشانیده‌است، و همین‌طور بخشی که در مقابل حجر اسماعیل به صورت پلّهی ساخته شده‌است که بلندی آن از سطح زمین ۲۰ سانتی‌متر و عرض آن ۴۰ سانتی‌متر است.
این پله جایگاه مردمی است که برای نیایش و تضرع به درگاه الهی بر روی آن می‌ایستند و سینه و شکم خود را بر کعبه قرار می‌دهند و دستان را بر بالای سر خود و بر دیوار کعبه می‌گذارند. علت آن‌که در این قسمت شاذروان قرار داده نشده این است که در بنای ابراهیم، حجر اسماعیل جزو خانه کعبه بوده‌است که در ساختمان قریش به علّت کمبود مال حلال از خانه کاستند و بر حجر افزودند. همچنین در پایین درِ کعبه، شاذروان قرار داده نشده و به صورت پله‌ای صاف به طول ۳۴۵ سانتی‌متر ساخته شده‌است که مردم در ملتزم بر آن می‌ایستند و دعا و نیایش می‌کنند. در بالای شاذروان حلقه‌های از مس قرار دارد که در هنگام پایین آوردن جامه کعبه (کسوة الکعبه) لب جامه به این حلقه‌ها می‌بندند تا جامه استوار باشد.

## حطیم
دیواری است نیم دایره به ارتفاع ۱۳۱ سانتی‌متر و عرض ۱٫۵ متر که به دیوار قسمت شمال غربی کعبه وصل نیست. جنس حطیم سنگ مرمر سفید است. برخی نیز مساحت میان حجر الاسود و زمزم و مقام ابراهیم و قسمتی از حجر اسماعیل را «حطیم» می‌گویند. از مکان‌های محترم در مسجد الحرام است و مردم در این قسمت برای دعا جمع می‌شوند. این که آیا حطیم تنها همان محدوده کنار حجر الاسود و باب کعبه را شامل می‌شود یا وسعت بیشتری دارد، اختلاف است. در روایتی از جعفر صادق، تنها همین موضع را حطیم می‌نامند. چنان‌که شیخ صدوق نیز آورده‌است که حطیم فاصله میان در کعبه و حجر الاسود را گویند، جایی که خداوند توبه آدم را پذیرفت.

## حجر اسماعیل
«حجر اسماعیل»، فضایی است میان کعبه و دیواری نیم‌دایره بنام حطیم (به عرض ۱٫۵ متر و بلندی ۹۰ سانتی‌متر) که از رکن عراقی تا رکن شامی را شامل می‌شود. حجر اسماعیل به عقیده اسلام، یادگار زمان ابراهیم و اسماعیل و مدت زمانی پس از بنای کعبه‌است و قدمت و پیشینه آن به زمان بنای کعبه به دست ابراهیم می‌رسد.
نقل‌های تاریخی تاریخ‌نگاران مسلمان، حکایت از آن دارد که اسماعیل و مادرش هاجر در همین بخش زندگی می‌کردند. از جعفر صادق نقل شده‌است: «الحِجرُ بَیتُ إِسمَاعِیلَ وَ فِیهِ قَبرُ هَاجَرَ وَ قَبرُ إِسمَاعِیلَ» «حجر، خانه اسماعیل و محل دفن هاجر و اسماعیل است.». این مطلب در منابع دیگری هم بیان شده‌است.
از آنجا که حجر اسماعیل داخل در مطاف است، می‌تواند نشانه‌ای بر بزرگی آن باشد. در اصل، حجر اسماعیل جزئی از کعبه‌است. هرگاه باران بر بام کعبه ببارد، از ناودان رحمت در این فضا می‌ریزد.
گویا برای نخستین بار، منصور عباسی، حجر اسماعیل را با سنگ‌های سفید پوشانید. پس از آن در دوره مهدی عباسی و نیز هارون الرشید عباسی این سنگ‌ها تعویض و نو شد.

### ناودان رحمت
میزاب مهر (به عربی: میزاب الرحمة) یا «ناودان طلا»، ناودانی از طلاست که بر بام کعبه نصب شده و به سمت حجر اسماعیل است. هرگاه باران بر بام کعبه ببارد، آب از ناودان در این فضای حجر اسماعیل می‌ریزد. به اعتقاد مسلمانان، اینجا مدفن اسماعیل و مادرش هاجر و بسیاری از پیامبران است.
گویند آن را نخست حجاج بن یوسف ثقفی نهاد تا آب باران بر بام خانه جمع نشود. در روایت آمده‌است که دعا در زیر ناودان کعبه پذیرفته‌است.

## مقام ابراهیم

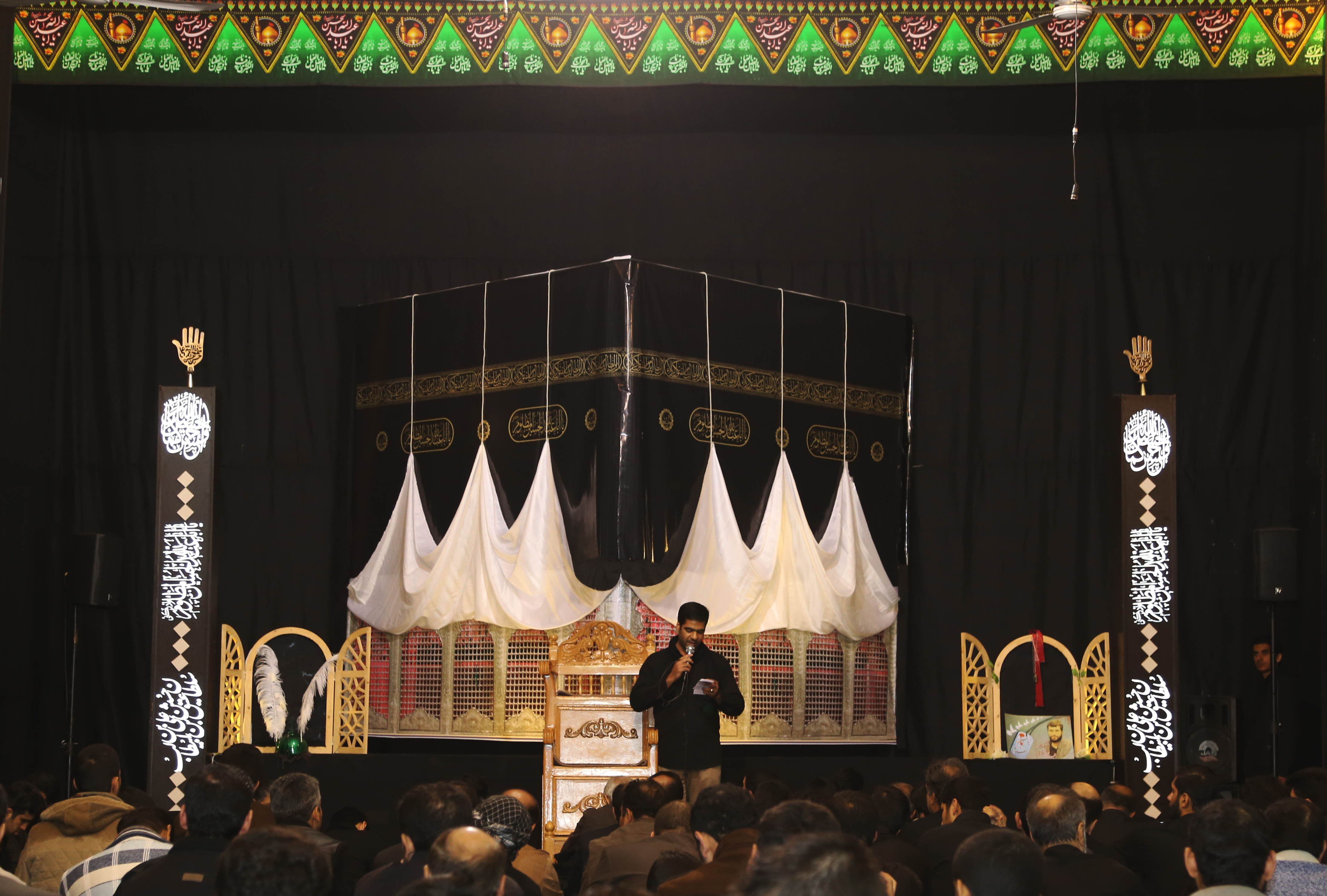
یک کعبه تزئینی در ایران

به محل ایستادن ابراهیم می‌گویند و سنگی است به طول و عرض ۴۰ سانتی‌متر و بلندی تقریبی ۵۰ سانتی‌متر که جای پای ابراهیم روی آن است و مقابل در کعبه قرار دارد. رنگ آن میان زرد و قرمز متمایل به سفید است. طبق اعتقادات مسلمانان این مکان مربوط به زمانی است که ابراهیم دیوارهای کعبه را بالا می‌برد؛ آنگاه که دیوار بالا رفت، به اندازه‌ای که دست بدان نمی‌رسید، سنگی آوردند و ابراهیم بر روی آن ایستاد و سنگ‌ها را از دست اسماعیل گرفت و دیوار کعبه را بالا برد.
بر روی این سنگ، اثر پای ابراهیم مشخص است؛ اما اثری از انگشتان او نیست. از زمان مهدی عباسی بدین سو، این سنگ با طلا پوشانده شد و در محفظه‌ای قرار گرفت تا آسیب نبیند. حج‌گزاران پس از طواف واجب، باید در پشت مقام ابراهیم، ۲ رکعت نماز طواف به جای آورند.
نماز طواف نساء نیز پشت مقام ابراهیم خوانده می‌شود.
طبق آیات قرآن این مقام یکی از شعائر الهی است: «وَ اتَّخِذُوا مِن مَقامِ إِبراهِیمَ مُصَلَّی» (بقره/۱۲۵)
براساس عقاید مسلمانان و متن قرآن یکی از بناکنندگان کعبه ابراهیم بوده که به کمک پسرش اسماعیل این کار را انجام داده‌است.
در کتاب مقدس بخش عهد عتیق (که تمام یهودیان و بخش بزرگی از مسیحیان به آن اعتقاد دارند) هیچ اشاره‌ای به اینکه ابراهیم ساختمانی را با این توصیفات و برای خداوند بنا کرده باشد، وجود ندارد. بنا بر متن کتاب مقدس، ابراهیم به دستور خداوند هاجر و اسماعیل را به فاران (کوهی اطراف مکه) فرستاد و همراه ساره و اسحاق (پسر دومش) به زندگی ادامه داد.
در گذشته، بر روی این محل بنایی بزرگ از آجر و سنگ و چوب بنا شده بود که اطراف آن را با آیات قرآن مزین کرده بودند. از آنجا که این قبه قسمتی از مسجد را به خود اختصاص داده و از فضای مطاف کاسته بود، کم‌کم از انتقال آن به محلی دیگر در مسجد الحرام سخن به میان آمد.
براساس برخی گفته‌ها مقام ابراهیم تا فتح مکه به دیوار کعبه چسبیده بود و پس از فتح، محمد آن را از دیوار درآورد و کنار کعبه، نزدیک در نصب کرد. زمانی که آیه «وَ اتَّخِذُوا مِن مَقامِ إِبراهیمَ مُصَلًی» را گفت، دستور داد تا مقام را جایی که اکنون قرار گرفته انتقال دهند.

## پرده کعبه
بر روی کعبه پوششی سیاه رنگ وجود دارد که به آن «پرده کعبه» یا «جامه کعبه» (به عربی: کسوة الکعبه) گویند. نخستین کسی که خانه کعبه را پرده پوشانید تُبع حمیری پادشاه یمن بود. علی نیز همه ساله از عراق برای کعبه پرده‌ای می‌فرستاد. چون مهدی عباسی به خلافت رسید خادمان کعبه از انبوهی پرده‌ها بر روی کعبه شکایت کردند و گفتند بیم آن می‌رود که خانه صدمه ببیند. مهدی عباسی دستور داد پرده‌ها را بردارند و تنها یک پرده بر آن بگذارند و سالی یک بار آن را عوض کنند؛
آیین پرده‌داری تا به امروز ادامه دارد؛ و بر آن آیه‌هایی از قرآن قلاب دوزی شده‌است.

## رویدادهای مرتبط با کعبه
منابع زیادی از شیعه و سنی (حاکم نیشابوری، سبط ابن جوزی، حلبی شافعی، فاکهی، شیخ ابو زکریا الازدی، آلوسی، ابن صباغ مالکی، گنجی شافعی، صفوری شافعی، مسعودی، زرندی حنفی، امیر صنعانی) نوشته‌اند که علی بن ابیطالب تنها کسی است که در خانهٔ کعبه به دنیا آمد.